# Tayloria pseudoalpicola
Tayloria pseudoalpicola là một loài rêu trong họ Splachnaceae. Loài này được Z. Iwats. & Steere mô tả khoa học đầu tiên năm 1977.